# Gazeta Myszkowska
Gazeta Myszkowska – tygodnik powiatowy ukazuje się w Powiecie Myszkowskim. Gazeta powstała w roku 1993.

## Zespół Redakcji
- Jarosław Mazanek
- Sylwia Mazanek
- Sebastian Ruciński
- Katarzyna Kieras
- Robert Bączyński
- Małgorzata Rados
- Tomasz Urbański

## Zawartość
„Gazeta Myszkowska” podzielona jest na kilka sekcji. Sekcje ułożone są według wymienionych poniżej tematów:
- Sekcja „Informacje społeczne” najświeższe wiadomości z powiatu.
- Sekcja „Pogoda” opisuje pogodę na mapie powiatu jak i mapie polski.
- Sekcja „Sport” opisuje najnowsze wiadomości sportowe w powiecie.
- Sekcja „Ogłoszenia” wydawane są według poszczególnych tematów.
- Sekcja „Co?Gdzie?Kiedy?” opisuje jakie wydarzenia odbędą się w powiecie.